# ظفار (السدة)

تعديل مصدري - تعديل

ظفار هي إحدى قرى عزلة العرافة بمديرية السدة التابعة لمحافظة إب، بلغ تعداد سكانها 403 نسمة حسب تعداد اليمن لعام 2004.